# کمیته زرگنده
با ابطال قرارداد ۱۹۱۹ کمیته‌ای تحت عنوان کمیته آهن یا کمیته زرگنده در تهران شکل گرفت. ریاست این کمیته بر عهده سید ضیاءالدین طباطبایی و محل تشکیل جلسات نیز در زرگنده منزل وی بود.
اعضای اصلی کمیته آهن عبارت بودند از:«سید ضیاءالدین طباطبایی، میرزا محمودخان مدیرالملک (محمود جم)، دکتر منوچهرخان طبیب ژاندارمری (شوهرخواهر کلنل کاظم سیاح)، میرزا موسی خان رئیس خالصجات، سرهنگ مسعود کیهان. جمعی هم از تهران می‌آیند و می‌روند مانند ملک الشعراء بهار خراسانی، میرزا کریم خان رشتی، دکتر مؤدب الدوله، سید محمد تدین، ایپکیان ارمنی ... وستهال [ وستداهل] سوئدی». روایتی موجود است حاکی از اینکه این کمیته دارای سه عضو خارجی یعنی ژنرال سر ادموند آیرونساید، کلنل هنری اسما یس و سر والتر اسمارت نیز بوده است.
یحیی دولت آبادی، کمیته زرگنده را قوه ایرانی سیاسی برای اجرای کودتا می‌داند و محمودخان مدیرالملک، سرهنگ مسعود کیهان، منوچهرخان طبیب و میرزا کریم خان رشتی را از اعضای آن معرفی می‌کند و معتقد است: «... کمیته زرگنده مرکز سیاست انگلیس است در تهران، در قسمتی که باید به دست ایرانیان انجام بگیرد.» 
شبکه اردشیر جی از سال ۱۹۱۳ به وسیله میرزا کریم خان رشتی با رضاخان (همان رضا شاه) مرتبط شده بود و به نوعی تعلیمات سیاسی وی را برعهده داشت. با قرار گرفتن رضاخان در رأس نیروی نظامی، اهرم اجرایی کودتای ۱۲۹۹ شکل می‌گیرد. اما این جریان بدون حمایت عناصر داخلی و نیروهای سیاسی میسر نمی‌شد.
کودتای ۱۲۹۹ را می‌توان نقطه عطفی در روابط سیاسی ایران قاجاری و امپراتوری بریتانیا دانست چرا که با انقلاب اکتبر ۱۹۱۷، سلسله قاجار از حمایت روسیه محروم شد و هنگام آن رسیده بود که رقیب دیرینه او، انگلیس بدون نیاز به تقسیم منابع با رقیب به تدریج حضور گسترده خود را در ایران بیش از پیش تثبیت نماید.